# Robert Zandvliet
Robert Zandvliet (* 1970 in Terband, Heerenveen, Provinz Friesland) ist ein niederländischer Maler.

## Biografie
Von 1987 bis 1992 studierte Zandvliet an der Christlichen Akademie der Bildenden Künste in Kampen (später ArtEZ Art & Design Zwolle) und von 1992 bis 1994 bei De Ateliers in Amsterdam. Er gewann 1994 den Prix de Rome.

## Werk
Mitte der neunziger Jahre beschäftigte sich Zandvliet mit der Darstellung von Alltagsgegenständen wie Haarnadeln, Fernsehbildschirmen oder Kameras. Ab 1996 konzentrierte er sich auf das Malen von Landschaften. Seine Landschaften sind abstrakt und haben oft keinen Horizont. Zandvliet malt überwiegend mit Eitempera, in Anlehnung an die alten italienischen Fresken, die ebenfalls mit Eitempera gemalt sind.

## Einzelausstellungen (Auswahl)
- 2022 Robert Zandvliet – Le Corps de la Couleur – Bernhard Knaus Fine Art, Frankfurt[1]
- 2019 Robert Zandvliet – Dawn to Dusk – Dordrechts Museum, Dordrecht
- 2019 Robert Zandvliet – 63 x 72 – Galerie Knoell, Basel
- 2018 Robert Zandvliet – Stage of Being – Bernhard Knaus Fine Art, Frankfurt[2]
- 2018 Robert Zandvliet – Stage of Being – Galerie Onrust, Amsterdam
- 2017 Robert Zandvliet – Trunk – Galerie Mark Müller, Zurich
- 2016 Robert Zandvliet – Shades – Peter Blum Gallery, New York City,
- 2015 Robert Zandvliet – une barque sur l’océan – Galerie Jean Brolly, Paris
- 2015 Rain in slashes – Zandvliet \\ Van Gogh – Vincent van Gogh Huis, CN Zundert
- 2014 Robert Zandvliet – Stones & Sketches – Museum De Pont, Tilburg
- 2013 Seven Stones, Bernhard Knaus Fine Art, Frankfurt am Main (cat)[3]
- 2013 Roadmovie, Stedelijk Museum, Kampen, Kampen
- 2012 Iowe you the truth in painting, Robert Zandvliet, GEM, Den Haag
- 2011 Pier and Ocean, Peter Blum, New York
- 2008 Rückblick – Neue Bilder, Galerie Friedrich, Basel
- 2008 Fries, Museum Belvédère, Heerenveen
- 2006 In the Face, Galerie Onrust, Amsterdam
- 2005 Kunstcentrum Hengelo (monography)
- 2005 Beyond the Horizon – Malerei/Paintings 1994–2005, Kunstmuseum Bonn, Museum De Pont, Tilburg (cat.)
- 2004 Recent Paintings, Peter Blum, New York
- 2003 Galerie Onrust, Amsterdam (with Annemiek de Beer and Alex Katz)
- 2002 Highways and Byways, Galerie Onrust, Amsterdam
- 2002 The Blind Spot, Galerie Nächst St. Stephan, Vienna
- 2001 Brushwood, Stedelijk Museum Amsterdam, Neues Kunstmuseum Luzern (cat.)
- 2000 Peintures, Musée d’art moderne et contemporain, Strasbourg (cat.)
- 1999 Galerie Nächst St. Stephan, Vienna (monography)
- 1998 Galerie Onrust, Amsterdam (monography)
- 1997 Het Witte Doek, De Vleeshal, Middelburg
- 1997 Museum De Pont, Tilburg
- 1996 Guarda !, Diecidue Arte, Milano
- 1996 Dordrechts Museum, Dordrecht (cat.)
- 1995 Voorwerk, Robert Zandvliet and Martin Hiddink, Witte de With, Rotterdam (cat.)

## Sammlungen (Auswahl)
- Kunstmuseum Solothurn, Solothurn (CH)
- Stedelijk Museum, Amsterdam (NL)
- Museum Boijmans Van Beuningen, Rotterdam (NL)
- Museum De Pont, Tilburg (NL)
- Gemeentemuseum, Den Haag (NL)
- DeVleeshal, Middelburg (NL)
- Fries Museum, Leeuwarden (NL)
- Kunstmuseum Luzern, Luzern (CH)
- Kunstmuseum Bonn, Bonn (D)
- Muhka, Antwerpen (B)
- Colby College Museum, Maine (USA)
- Musee d’art Moderne et Contemporain, Strasbourg (F)
- Dordrechts Museum, Dordrecht (NL)

## Wandgemälde
- 2020 Aan´t Groothooft, Dordrechts Museum, Dordrecht, NL[4]